# Moskee van de Andalusiërs
De Moskee van de Andalusiërs of Andalusische Moskee is een moskee in de Spaanse stad Cordoba. Het deelt het gebouw met de Islamitische Universiteit van Averroès, beheerd door de Islamitische Yama'à van Al-Andalus.
Het gebouw werd gebouwd ten tijde van Al-Andalus in de 12e eeuw, tijdens het mandaat van de Berberse Almohaden. Het fungeerde tussen 1994 en 2001 en op 7 oktober 2011 heropende zijn deuren na restauratie.

## Beschrijving
De moskee bestaat uit een binnenplaats en een gebedsruimte met een enkel schip. De muur met de gebedsnis is naar het zuiden gericht, in plaats van naar Mekka gericht, zoals de Mezquita. De yamur die de minaret bekroont, bestaat uit vijf dalende bollen die de vijf zuilen van de islam vertegenwoordigen, evenals de wassende maan en de ster islamitische symbolen.